# ATP Tour World Championships 1991
La edición 22 de la Tennis Masters Cup se realizó del 12 al 17 de noviembre de 1991 en Fráncfort del Meno, Alemania.

## Individuales

### Clasificados
- Jim Courier
- Ivan Lendl
- Guy Forget
- Karel Nováček
- Boris Becker
- Michael Stich
- Pete Sampras
- Andre Agassi

### Grupo Ilie Năstase
| Resultados Round Robin-Win | Result-Res | -Winner-Winner-Winner-Win | -Score-Score-Score-Score |
| -------------------------- | ---------- | ------------------------- | ------------------------ |
| Ivan Lendl (CZE)           | derrota a  | Jim Courier (USA)         | 6–2, 6–3                 |
| Ivan Lendl (CZE)           | derrota a  | Guy Forget (FRA)          | 6–2, 6–4                 |
| Ivan Lendl (CZE)           | derrota a  | Karel Nováček (CZE)       | 6–2, 6–2                 |
| Jim Courier (USA)          | derrota a  | Guy Forget (FRA)          | 7–6(4), 6–4              |
| Jim Courier (USA)          | derrota a  | Karel Nováček (CZE)       | 6–7(6), 7–6(5), 6–4      |
| Guy Forget (FRA)           | derrota a  | Karel Nováček (CZE)       | 6–3, 7–6(3)              |

### Grupo John Newcombe
| Resultados Round Robin-Win | Result-Res | -Winner-Winner-Winner-Win | -Score-Score-Score-Score |
| -------------------------- | ---------- | ------------------------- | ------------------------ |
| Pete Sampras (USA)         | derrota a  | Andre Agassi (USA)        | 6–3, 1–6, 6–3            |
| Pete Sampras (USA)         | derrota a  | Michael Stich (GER)       | 6–2, 7–6(3)              |
| Andre Agassi (USA)         | derrota a  | Boris Becker (GER)        | 6–3, 7–5                 |
| Andre Agassi (USA)         | derrota a  | Michael Stich (GER)       | 7–5, 6–3                 |
| Boris Becker (GER)         | derrota a  | Pete Sampras (USA)        | 6–4, 6–7(3), 6–1         |
| Boris Becker (GER)         | derrota a  | Michael Stich (GER)       | 7–6(1), 6–3              |

| Resultados Etapa Final-Win | -Winner-Winner-Winner-Win | Result-Res | -Winner-Winner-Winner-Win | -Score-Score-Score-Score |
| -------------------------- | ------------------------- | ---------- | ------------------------- | ------------------------ |
| Semifinal                  | Pete Sampras (USA)        | derrota a  | Ivan Lendl (CZE)          | 6-2 6-3                  |
| Semifinal                  | Jim Courier (USA)         | derrota a  | Andre Agassi (USA)        | 6-3 7-5                  |
| Final                      | Pete Sampras (USA)        | derrota a  | Jim Courier (USA)         | 3-6 7-6(5) 6-3 6-4       |

| Predecesor: 1990 | ATP World Tour Finals 1991 | Sucesor: 1992 |

- Datos: Q303263